# Іванівський замок

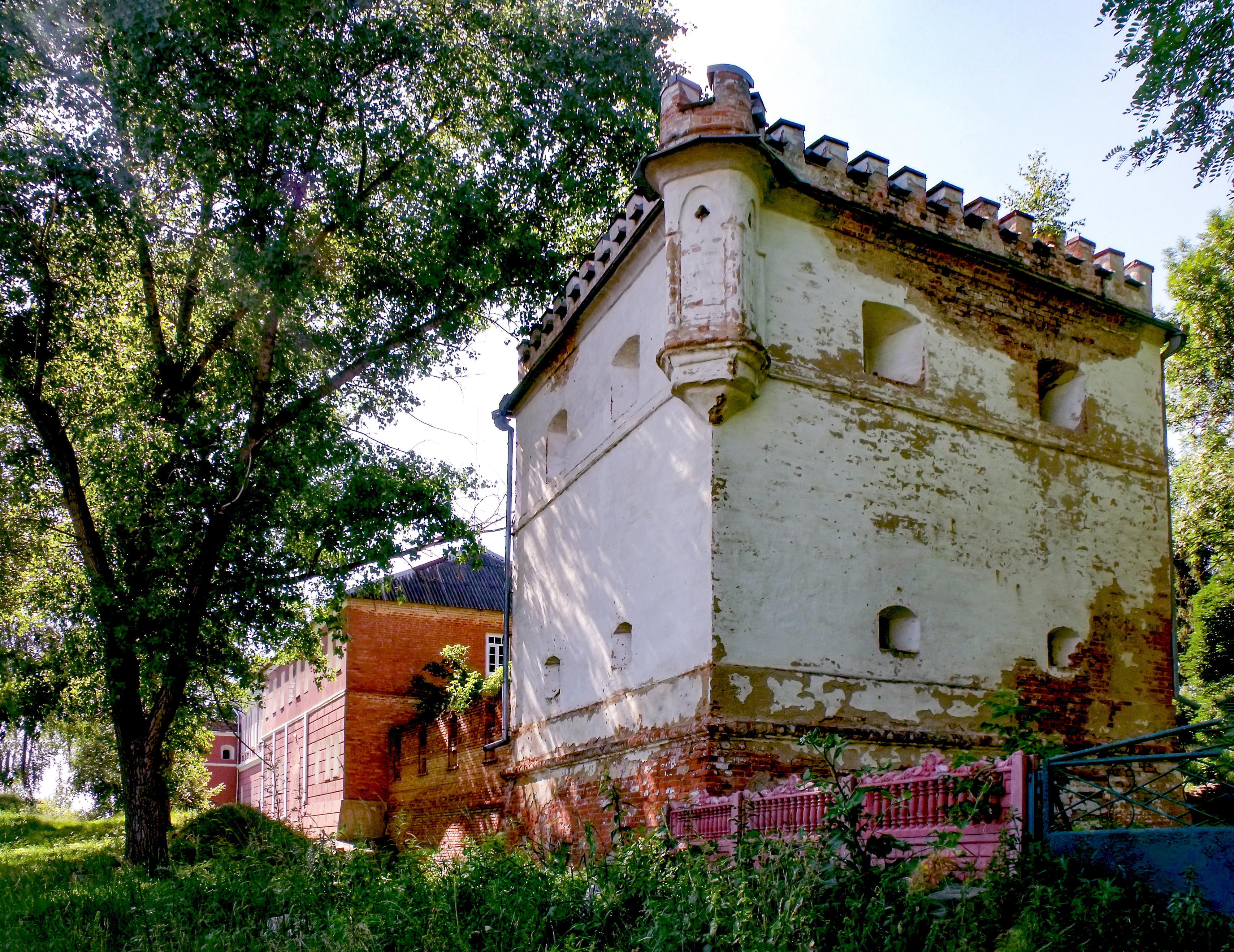
Південно-східна вежа замку

Іванівський (Янівський) замок — оборонна споруда на р. Південний Буг (давніше р. Бог), резиденція шляхтичів Мишок-Холоневських.

## Історія
В 15 ст. поселення Янів (Іванів) належало родині Мишок гербу Корчак.
У 1410 році русин Адам Мишка розпочав будувати в Янові великий оборонний замок, який добудував його батько Микола Мишка.
У 1452 році король Казимир IV Ягеллончик надав Петру Мишці володіння у повіті Холонів, від назви якого нащадки Петра почали називатися Холоневські.
На початку 18 століття власником Янова був Іван Мишка-Холоневський, після нього його син Адам.
Адам Холоневський побудував палац, на рослиному орнаменті був родинний герб Корчак. Янівський палац найчастіше називали замком. Палац був побудований з руїн замку. В палаці були портрети Адама і Миколи Мишки з 1469 р. Палац мав велику бібліотеку, розміщену в кількох залах, в обсязі 10.000 томів.
Родиний архів мав ціні листи Адама Міцкевича до кс. Станіслава Холоневського. Бібліотека мала багато стародкуків з філософії та теології. Під час Першої Світової війни книги були вислані до Кам'янця-Подільського.
20 листопада 1781 Янів, який належав дубинському старості Рафаїлу Мишці-Холоневському, відвідав король Станіслав Август Понятовський під час дороги з Кам'янця. Рафаїл Мишка — учасник Торговицької конфедерації, кавалер орденів Орла Білого та Св. Станіслава, жив у Янові. Надалі Янів перейшов його сину Станіславу — відомому священику, доктору теології, літерату, який помер у містечку.
Замок належав родині Холоневських до кінця 19 ст. Оборонний замок був оточений з чотирьох сторін вежами.
У 21 сторіччі це Іванівська спеціальна загальноосвітня школа-інтернат. До нашого часу збереглися три квадратні вежі та палац, виконаний у бароковому стилі (відреставрував у XVIII ст. граф Адам Холоневський)

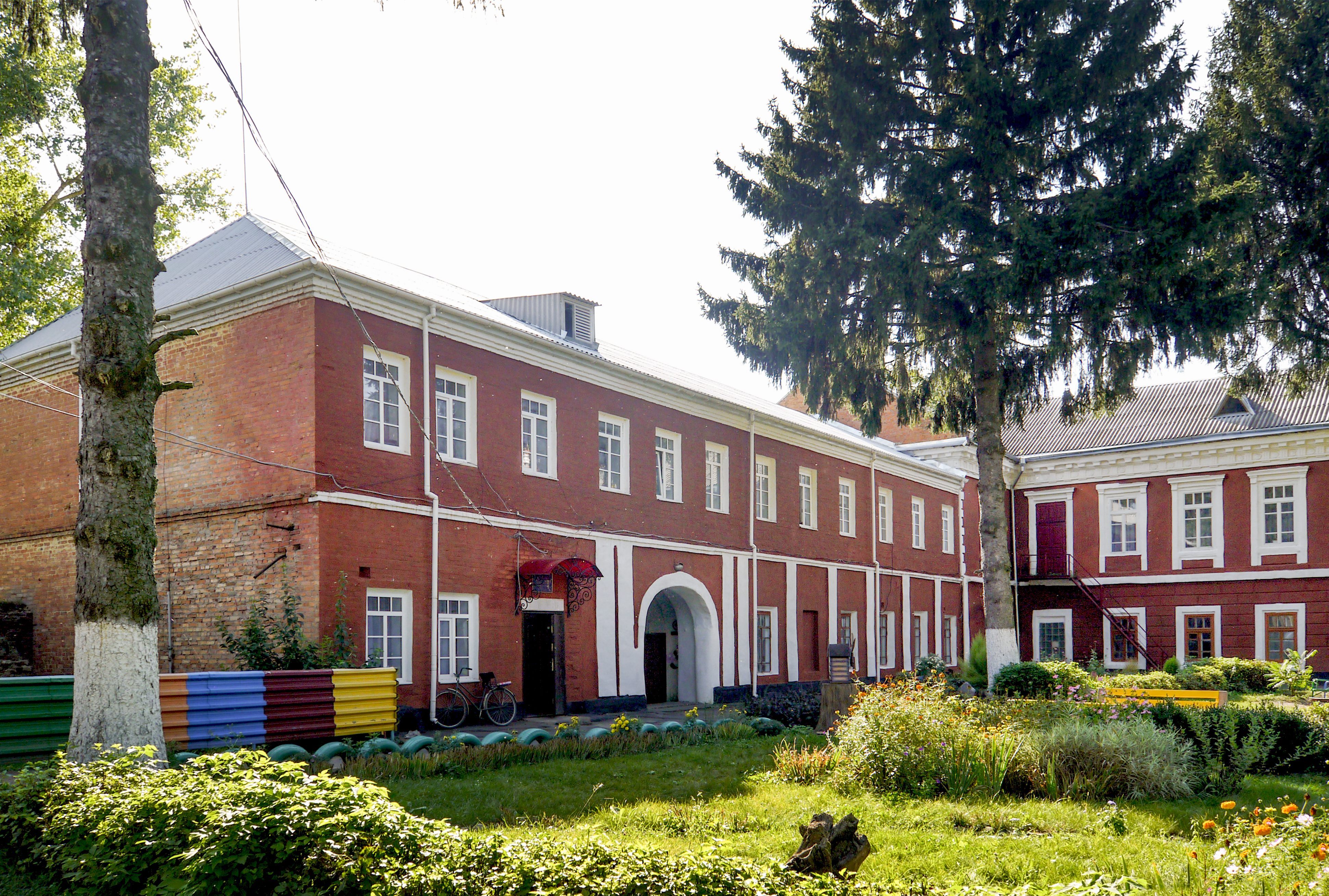
Палац
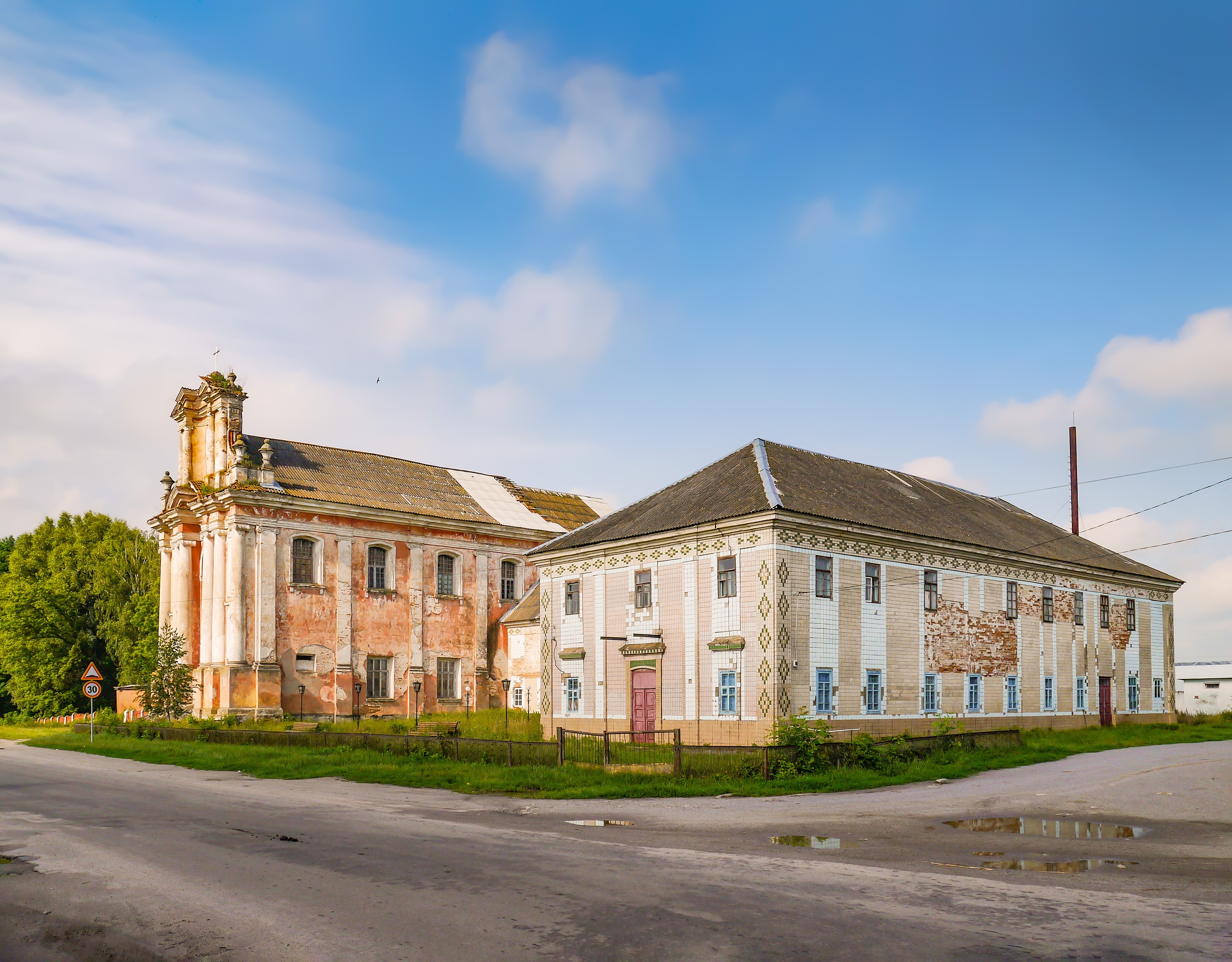
Монастир бернардинів - Келії
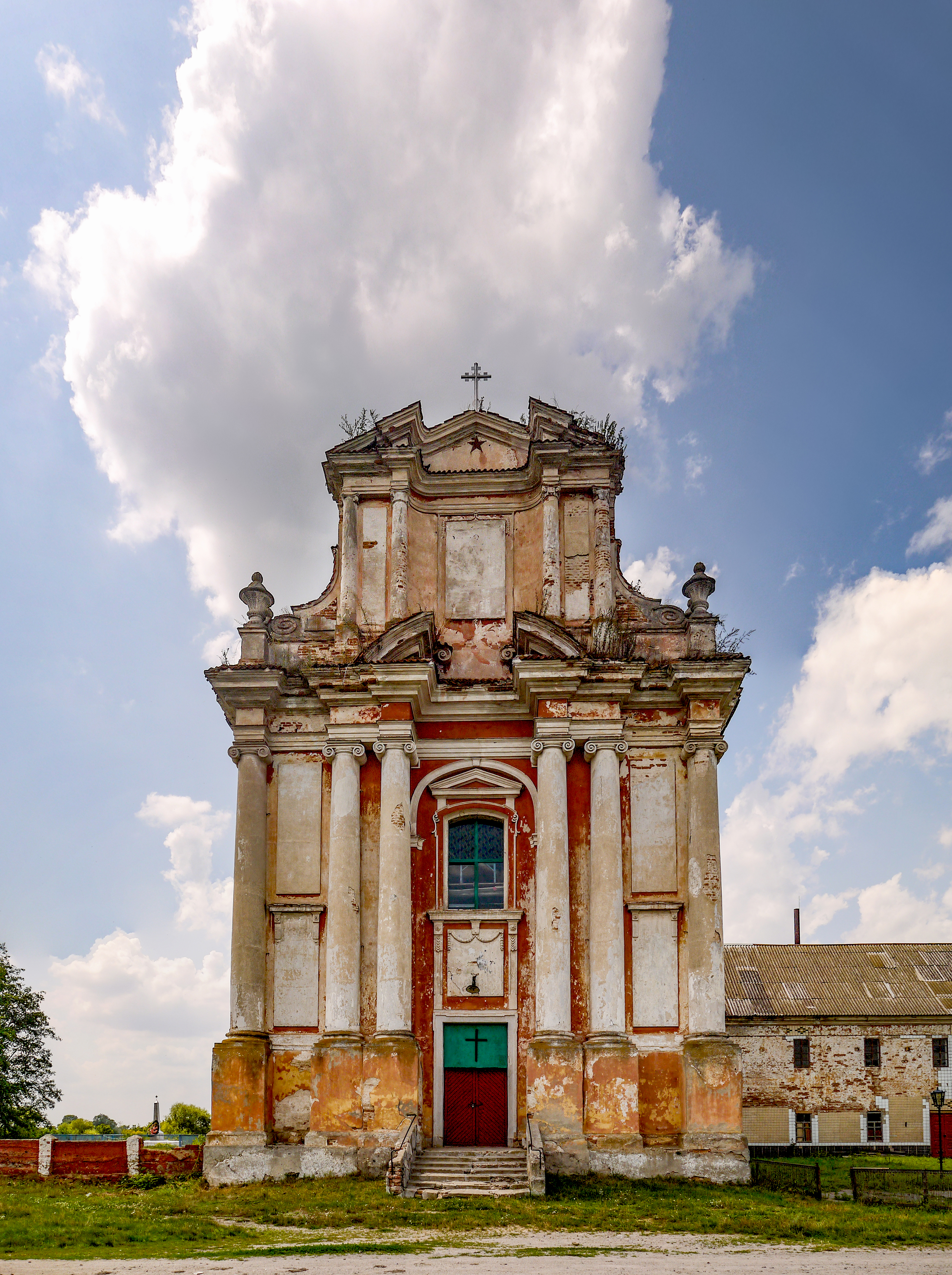
Монастирський костел Діви Марії
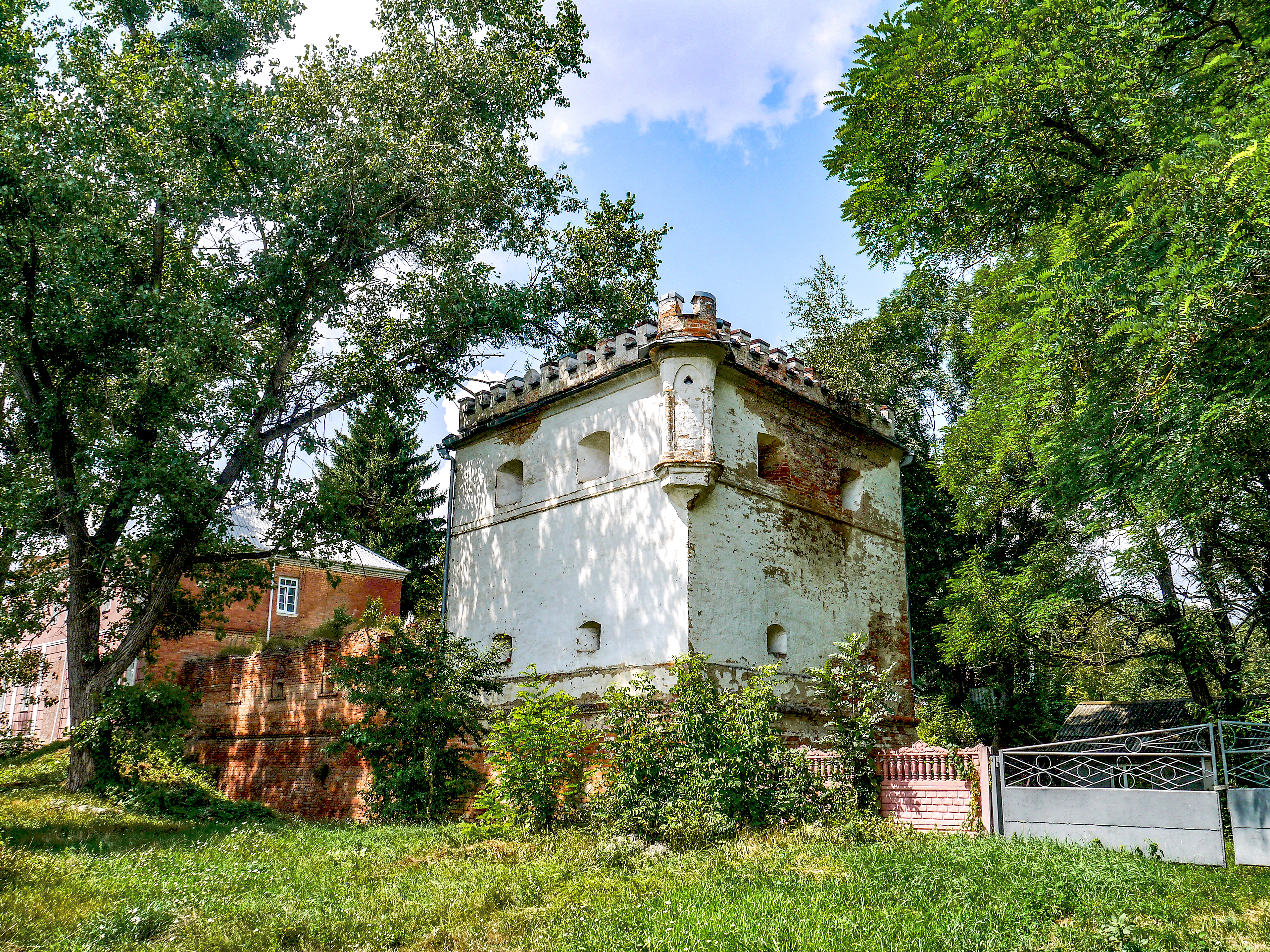
Одна з оборонних веж